# Philosophy of Love
Philosophy of Love: A Partial Summing-Up – dzieło Irvinga Singera wydane w 2009 w Stanach Zjednoczonych Ameryki nakładem wydawnictwa MIT Press. Przedmowę do książki napisał Alan Soble. Praca spotkała się w świecie filozoficznym z pozytywnym odzewem. Wypowiadali się na jej temat m.in. Leslie Armour w Library Journal, Erica Lucast Stonestreet in Notre Dame Philosophical Reviews , Michael Strawser w Dialogue: Canadian Philosophical Review i w Publishers Weekly. Recenzję z książki Singera napisałi także R. White w Choice: Current Reviews for Academic Libraries  i Robert Scott Stewart w Philosophy in Review .